# Метилсульфоксидне перегрупування за Пуммерером
Метилсульфоксидне перегрупування за Пуммерером (рос. перегруппировка Пуммерера, англ. Pummerer methyl sulfoxide rearrangement) — перетворення сульфоксидів, які мають α-метиленову групу, в α-ацилоксисульфідах. Здійснюється під дією ангідридів карбонових кислот (також хлорангідридів, ізоціанатів, неорганічних галогенідів, пр., SiCl4, PCl3).
R-SO-CH3 →R-S-CH2-Oac
Реакція була названа на честь першовідкривача Рудольфа Пуммерера (1882–1973).